# Іонічний ордер
Іонічний ордер (або Іонійський ордер)  — один з трьох ордерів давньогрецької або класичної архітектури. Від більш раннього доричного ордера відрізняється більш стрункими пропорціями й декором усіх його частин. Відмінною рисою іонічного ордера є спосіб оформлення капітелі, яка виконується у вигляді двох протилежно розташованих волют. За часів античності вважався «жіночим» ордером, завдяки своїй витонченості, вишуканості й доповненнями різноманітними прикрасами.

Іонічний ордер: 1 — антаблемент, 2 — колона, 3 — карниз, 4 — фриз, 5 — лиштва (архітрав), 6 — капітель (складається з абака і завитків), 7 — вал, 8 — база, 9 — стилобат, 10 — крепіс.

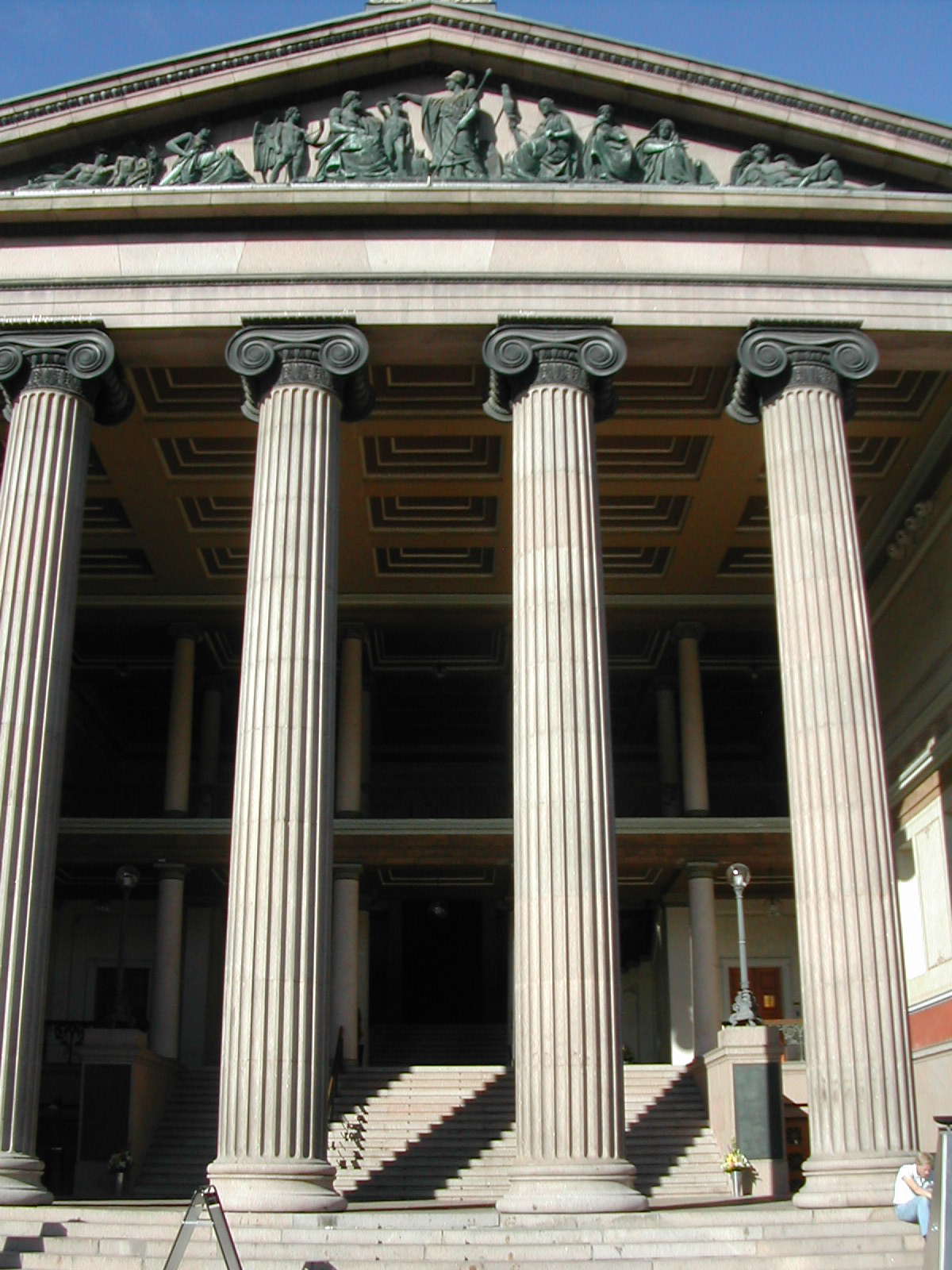
Будівля факультету права Університету Осло виконана у іонічному ордері

Іонічний ордер виник у середині VI століття до н. е. в Іонії на північно-західному узбережжі Малої Азії. Поширився по території Стародавньої Греції у V столітті до н. е.. Цей ордер існує у двох основних варіантах: малоазійському й аттичному. Основним вважається малоазійський, який був сформований без фриза. Аттичний з'явився набагато пізніше, як наслідок модифікації малоазійського.
Найяскравішим представником іонічного ордера є храм Артеміди Ефеської, визнаний одним із «Семи чудес світу».